# Sylvain Charles Valée
Sylvain Charles Valée (Brienne-le-Château, 17 dicembre 1773 – Parigi, 16 agosto 1846) è stato un generale francese, maresciallo di Francia dal 1837.

## Biografia
Rimasto orfano in tenera età, entrò all'età di otto anni all'École militaire de Brienne, grazie all'interessamento della famiglia Loménie de Bienne, dove rimase sino al 1792. Fece conoscenza col giovane Napoleone Bonaparte, di quattro anni maggiore, ma ciò non ebbe dapprima nessuna influenza sulla sua carriera. Aveva quasi terminato gli studi quando la soppressione della scuola gli fece abbandonare i luoghi dell'infanzia: entrò quindi alla scuola di applicazione di artiglieria di Châlons come allievo sottotenente; vi trovò fra i compagni Haxo, Marmont, Duroc, un fratello di Napoleone, Paul-Louis Courier, ecc.
L'anno 1793 non era ancora terminato quando il giovane Valée, nominato tenente, si fece notare dai suoi superiori. Nelle campagne del 1793 e 1794 prese parte all'assedio e alla difesa di Quesnoy, Landrecies, Charleroi, Valenciennes, Condé e Maastricht. All'inizio del 1794 ricevette il grado di capitano e fu assegnato all'Armata del Reno, comandata da Moreau.
Valée trascorse diversi anni nell'Armata del Reno, dove comandò l'artiglieria del generale Decaen. Fu nominato nel 1797 comandante della 2ª Compagnia del 3º Reggimento d'artiglieria a cavallo. Sconosciuto personalmente al generale Bonaparte divenuto nel frattempo Primo console, solo nel 1802 arrivò al grado di chef d'escadron. Incaricato della formazione dei campi d'artiglieria della riserva, fu nominato maggiore nel 1804, assegnato al parco generale d'artiglieria; partecipò quindi alla battaglia di Austerlitz come ispettore generale del treno d'artiglieria, sottocapo di Stato Maggiore del generale Songis, comandante in capo dell'artiglieria dell'esercito. colonnello il 12 gennaio 1807, si distinse alle battaglie di Eylau e di Friedland.
Subito dopo l'Imperatore lo inviò in Spagna dove si mise agli ordini del maresciallo Lannes, che assediava Saragozza. Dopo la resa della città ebbe il comando dell'artiglieria del III Corpo d'armata, divenuto Armata d'Aragona. generale di brigata nel 1809 comandò l'artiglieria del generale Suchet agli assedi di Lérida, Tortosa, Mequinenza, Sagunto e Tarragona. Dopo la presa di Tarragona, che aveva resistito a cinque assalti, l'Imperatore lo nominò generale di divisione.
Nel 1813 i francesi dovettero evacuare la penisola iberica, e malgrado gli sforzi degli anglo-spagnoli e delle popolazioni in rivolta riuscirono a conservare e riportare al di là dei Pirenei l'immenso quantitativo di materiali dislocati in Spagna. Napoleone, per testimoniargli la propria riconoscenza, lo creò conte dell'Impero, con decreto del 12 marzo 1814. Dopo il ritorno dall'Elba l'Imperatore lo incaricò dell'armamento di Parigi, che il generale Haxo doveva mettere in stato di difesa.
Chiamato nel 1818 dal generale Gouvion-Saint-Cyr, ministro della guerra, a far parte di una commissione di difesa, fece adottare un sistema unico d'armamento per tutte le piazzeforti e l'immenso litorale dell'ovest e del sud.
Nel 1822 il governo creò per lui il titolo e le funzioni di ispettore del servizio centrale d'artiglieria. Nel 1827 varò un'ampia riforma che abbracciava tutte le branche del servizio, e diede alla Francia un nuovo materiale d'artiglieria da campagna, d'assedio e da fortezza.
Dal 1822 al 1830 Valée si dedicò all'esecuzione del vasto piano che aveva concepito per la difesa delle piazzeforti e delle coste.
Il governo, per ricompensare i servizi del generale Valée, ristabilì per lui l'incarico e la dignità di primo ispettore generale, e il re Carlo X lo nominò pari ereditario del reame, con ordinanza del 27 gennaio 1830.
Quando fu completata la spedizione di Algeria fu completata, una commissione formata dai più validi ufficiali, fra cui lo stesso Valée, fu incaricata di esaminare le difficoltà insorte e preparare il piano di campagna.
Nella Rivoluzione di luglio fu soppresso il ruolo di ispettore generale di artiglieria, e Valée si ritirò nel Loiret e si dedicò all'agricoltura; ma non tardò a ritornare in attività: consigliere di Stato nel 1834, membro della commissione incaricata delle questioni relative alla fabbricazione di polvere da sparo e al commercio del nitrato di potassio, fu infine richiamato a Parigi.
Nel 1837, coi preparativi per la seconda spedizione di Costantina, il governo ottenne dal re che l'artiglieria ed il genio militare fossero messi agli ordini di Valée. Ma al momento di dare l'assalto a Costantina un proiettile colpì il generale in capo Damrémont; Valée ne prese il posto. Al termine della spedizione il re lo nominò governatore d'Algeria e, pochi giorni dopo, maresciallo di Francia.
La provincia di Costantina in meno di due anni fu sottomessa, riorganizzata ed amministrata in tale maniera che se ne ricavava regolarmente un'imposta senza la minima resistenza e i viaggiatori potevano percorrerla senza scorta. Giudicando inevitabile e prossima la ripresa delle ostilità con Abd el-Kader, e sentendo la necessità di fortificare le posizioni francesi nelle provincie di Orano ed Algeri, Valée propose al governo di occupare le città di Koléah e Blida.
L'emiro, a tale notizia, invocò il trattato di Tafna, ma il maresciallo non se ne curò, e nel maggio 1838 occupò senza incontrare ostacoli le due città, portò sulla Chiffa la frontiera dell'ovest. Impiegò l'autunno e l'inverno del 1838 ad organizzare la provincia di Bona. All'inizio del 1839, dimessosi il governo, il maresciallo Valée, che poco si sentiva considerato dai nuovi ministri, rese le sue dimissioni; ma il re il duca di Dalmazia lo convinsero a ritirarle.
All'inizio dell'autunno dello stesso anno Valée diede esecuzione al progetto di occupare definitivamente l'altopiano del Sétif, e di ottenere la sottomissione delle tribù che gli emissari di Abd el-Kader cercavano di sollevare. Il 27 ottobre l'esercito francese attraversò il passaggio delle "Porte di ferro" in Cabilia: tale incursione su un territorio sotto l'amministrazione dell'emiro Abd el-Kader, che la considerò giustamente una violazione del trattato di Tafna, diede fuoco alle polveri. Pressato dalle tribù a rispondere all'affronto, Abd-el-Kader non aveva altra possibilità che riprendere le ostilità.
Il vecchio Maresciallo voleva condurre contro l'Emiro una guerra metodica e paziente, distruggendone i principali insediamenti, portando le truppe e le autorità francesi nei centri militari e commerciali, su una linea parallela da Costantina a Tlemcen, riunire in ogni centro una guarnigione abbastanza forte per formare una colonna di marcia da tre a quattromila uomini. La 1ª Divisione doveva essere comandata dal duca d'Orléans; alla fine di febbraio il Maresciallo fece occupare Cherchell. Abd el-Kader aveva occupato la posizione inespugnabile del colle di Mouzaïa, che fortificò ulteriormente; ma il nuovo governo in carica prescrisse al generale di inviare nella provincia di Orano una parte delle truppe tenute di stanza ad Algeri. La campagna fu un successo; il 27 maggio il maresciallo riprese l'offensiva e quando rientrò ad Algeri il 5 luglio, aveva respinto l'Emiro al di là dell'Atlante, occupato Cesarea, Médéah, Milianah, e ricacciato nei propri territori le turbolente tribù che circondavano la Mitidja. Fondò allora tre nuovi insediamenti a Blidah, Cherchell e Coléah.
Ma il trattato di Londra del 15 luglio aveva cambiato in Europa la posizione della Francia. In presenza delle incertezze che l'avvenire presentava, Valée dovette rinunciare ai progetti di espansione in Africa per occuparsi di conservare i possedimenti acquisiti. Fece redigere il progetto di una nuova cinta muraria per Algeri e una serie di fortificazioni staccate destinate a difenderne gli approcci. Incaricò una commissione di esaminare il sistema di dighe frangiflutti progettato dagli ingegneri marittimi, e indicò lui stesso i lavori da eseguire per la difesa della rada d'Algeri e la creazione di una batteria di difesa costiera. Nell'ipotesi di uno sbarco a Sidi-Ferruch e del blocco della capitale, il maresciallo volle fare di Médéah la capitale militare dell'Algeria.
Ma un nuovo cambio del governo gli revocò l'incarico di governatore d'Algeria (18 gennaio 1841) e gli affidò la presidenza della commissione per l'armamento di Parigi.
Morì a Parigi il 16 agosto 1846, all'età di 73 anni. I suoi resti furono deposti all'Hôtel des Invalides, e il re fece sistemare a Versailles una statua in suo onore.

## Araldica
|  |

|  |

## Riconoscimenti
- Il suo nome compare fra quelli delle 660 personalità ricordate sotto l'Arco di trionfo di Parigi, nella 36ª colonna.